# Linia kolejowa Chryplin – Delatyn
Linia kolejowa Chryplin – Delatyn – linia kolejowa na Ukrainie łącząca stację Chryplin ze stacją Delatyn. Zarządzana jest przez Kolej Lwowską (oddział ukraińskich kolei państwowych).
Znajduje się w obwodzie iwanofrankiwskim.
Linia na całej długości jest jednotorowa i niezelektryfikowana.

## Historia
Linia powstała w Austro-Węgrzech. W latach 1918–1945 położona była w Polsce, następnie w Związku Sowieckim (1945 - 1991). Od 1991 leży na Ukrainie.